# Virgularia mirabilis
Espèce
La plume élégante (Virgularia mirabilis) est une espèce de plume de mer pouvant atteindre jusqu'à 60 cm. Elle se rencontre dans les sols sableux ou vaseux à des profondeurs allant de 10 à 400 m, dans l'océan Atlantique Nord, la Manche, la mer du Nord et la Méditerranée.
Cette espèce de pennatule est avec Pennatula phosphorea et Funiculina quadrangularis une des espèces déterminante de l'habitat OSPAR "colonies de pennatules et mégafaune fouisseuse».

## Répartition
Cette espèce vit dans le golfe de Gascogne et en Méditerranée,.